# Coty Clarke
Coty Clarke (nacido el 4 de julio de 1992 en Antioch, Tennessee) es un jugador de baloncesto estadounidense que pertenece a la plantilla del Bnei Herzliya de la Liga Leumit, la segunda división israelí. Con 2,00 metros de altura, juega en la posición de alero.

## Trayectoria deportiva

### Universidad
Comenzó su etapa universitaria en el Lawson State Community College, un junior college de la NJCAA, donde jugó dos temporadas, en las que promedió 12,8 puntos y 12,1 rebotes por partido.
En su temporada júnior fue transferido a una universidad de la División I de la NCAA, los Razorbacks de la Universidad de Arkansas, donde jugó otras dos temporadas, en las que promedió 8,6 puntos y 5,4 rebotes por partido.

### Profesional
Tras no ser elegido en el Draft de la NBA de 2014, fichó por el Hapoel Kazrin/Galil Elion de la Liga Leumit, la segunda división de Israel. Jugó una temporada en la que promedió 19,0 puntos y 9,4 rebotes por partido.
En septiembre de 2015 fichó por los Boston Celtics, pero fue despedido tras jugar un partido de pretemporada. Al mes siguiente fichó por los Maine Red Claws de la NBA D-League como afiliado de los Celtics. En 40 partidos promedió 16,1 puntos y 7,4 rebotes por partido.
El 7 de marzo de 2016 fichó por 10 días con los Celtics.